# 소시지

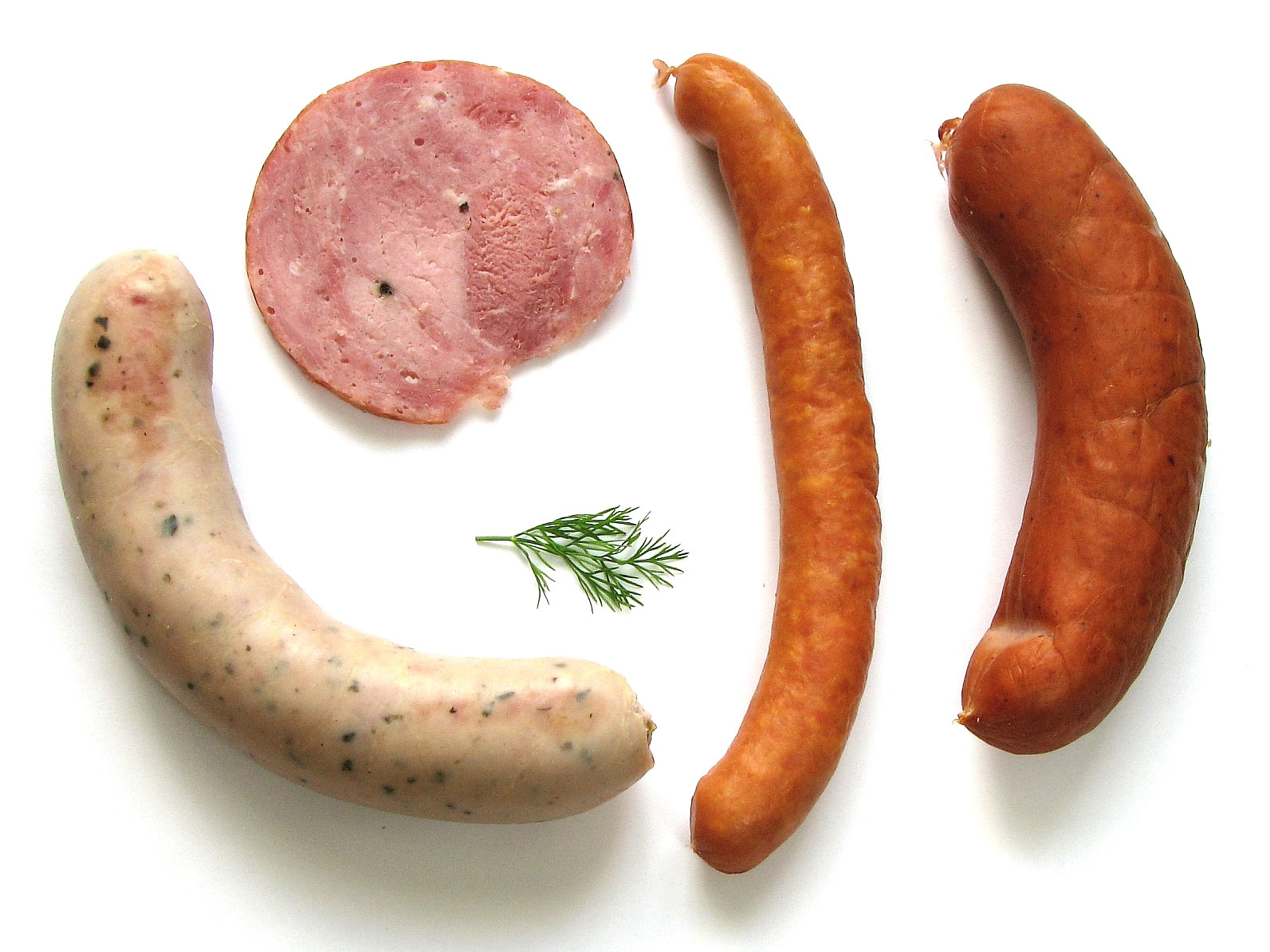
폴란드의 소시지들. 왼쪽부터 키에우바사 블라 (흰 소시지), Szynkowa (구운 소시지), Śląska 와 Podhalańska이다.

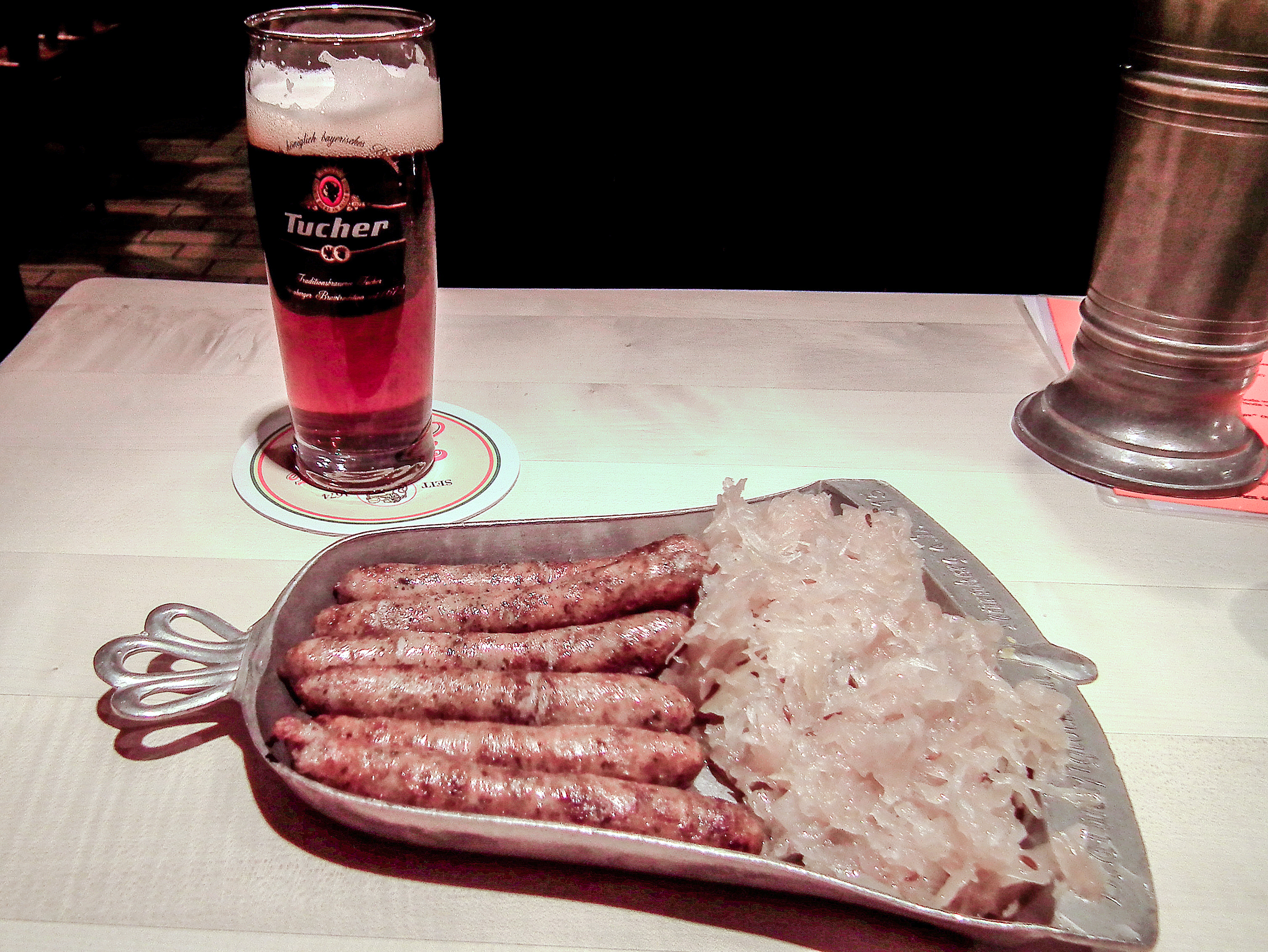
독일의 Tucher 맥주, 자우어크라우트를 곁들인 Nuremberger 돼지고기 소시지의 모습.

소시지(영어: sausage, 문화어: 쏘세지, 고기순대, 칼파스)는 일반적으로 돼지고기, 소고기, 양고기 등 다진 고기에 소금과 허브, 돼지기름 따위의 조미료와 향신료를 첨가하고 외피(동물의 창자 또는 인공케이싱(casing))에 넣어 하루 동안 숙성 시켜두었다가 끓는 물에 삶아 먹거나 불에 구워먹는 음식을 가리킨다.
소시지 제조는 매우 오래된 음식 보존 기술로 과거 도축업자들이 내장과 머릿고기, 고기를 가공하고 남은 부산물 등을 처리하기 위해 만들어진 음식으로 과거 고기를 거의 제대로 먹기 힘들었던 가난한 사람들이 대용으로 먹었던 음식이었다. 오늘날에는 지방과 내장 등의 부산물을 거의 쓰지 않고 살점 부위 위주로 가공하고 있다. 내장 위주의 소시지로는 피를 굳혀 만든 블랙 푸딩이 있다. 완전히 동일한 방법으로 만들었음에도 재료를 돼지고기로 하면 소시지이지만 생선으로 할 경우 어묵이 된다.

## 이름
한국어 표준어 "소시지"는 영어 "소시지(sausage)"에서 빌려온 말이다. 과거에는 일본어 "소세지(ソーセージ)"를 거쳐 들어온 "소세지", "쏘세지" 등으로 불리기도 했다.
문화어 "꼴바싸"는 "소시지"라는 뜻의 러시아어 "콜바사(колбаса)"에서 빌려온 말이다. 대한민국에서는 조선민주주의인민공화국에서 소시지를 "칼파스"라 부른다고 잘못 알려지기도 했으나, 이는 일본어 "카루파스(カルパス)" 때문에 일어난 오염으로 보인다.
전통적인 한국식 소시지를 부르는 이름은 "순대"이다.
여러 언어에서 소시지를 부르는 이름은 다음과 같다.
- 그리스어: 루카니코(λουκάνικο)
- 네덜란드어: 보르스트(worst)
- 노르웨이어: 푈세(pølse)
- 덴마크어: 푈세(pølse)
- 독일어: 부어스트(Wurst)
- 라오스어: 사이 꼭(ໄສ້ກອກ), 사이 우어(ໄສ້ອົ່ວ)
- 라트비아어: 데사(desa)
- 러시아어: 콜바사(колбаса)
- 루마니아어: 크르나트(cârnat)
- 룩셈부르크어: 부르슈트(Wurscht)
- 리투아니아어: 데슈라(dešra)
- 마케도니아어: 콜바스(колбас)
- 몽골어: 시암(хиам)
- 바스크어: 치스토르(txistor)
- 벨라루스어: 카우바사(каўбаса)
- 보스니아어: 코바시차(kobasica)
- 북부 사미어: 마르피(márfi)
- 불가리아어: 나데니차(наденица)
- 세르비아어: 코바시차(кобасица)
- 스웨덴어: 코르브(korv)
- 스페인어: 엠부티도(embutido), 살치차(salchicha), 롱가니사(longaniza)
- 슬로바키아어: 클로바사(klobása)
- 슬로베니아어: 클로바사(klobasa)
- 아랍어: 나까니끄(نقانق), 수주끄(سجق)
  - 모로코 아랍어: 므르가즈(سجق)
- 아르메니아어: 예르시크(երշիկ)
- 아이슬란드어: 필사(pylsa)
- 아일랜드어: 이시핀(ispín)
- 아제르바이잔어: 콜바사(kolbasa)
- 아프리칸스어: 보르스(wors)
- 에스토니아어: 보르스트(vorst)
- 영어: 소시지(sausage), 푸딩(pudding)
- 우즈베크어: 콜바사(kolbasa)
- 우크라이나어: 코우바사(ковбаса)
- 웨일스어: 셀시그(selsig)
- 이탈리아어: 인사카토(insaccato), 살시차(salsiccia), 살라메(salame)
- 일본어: 소세지(ソーセージ), 카루파스( カルパス)
- 조지아어: 제흐비(ძეხვი)
- 중국어: 샹창(香腸, 香肠)
- 체코어: 우제니나(uzenina)
- 카자흐어: 슈즈끄(шұжық), 까즈(қазы)
- 카탈루냐어: 살시차(salsitxa)
- 크로아티아어: 코바시차(kobasica)
- 키르기스어: 콜바사(колбаса), 추추크(чучук), 카즈(казы)
- 태국어: 사이 끄록(ไส้กรอก), 사이 우아(ไส้อั่ว)
- 튀르키예어: 소시스(sosis), 수주크(sucuk)
- 포르투갈어: 인시두(enchido), 살시샤(salsicha), 링구이사(linguiça), 쇼리수(chouriço)
  - 브라질 포르투갈어: 사우시샤(salsicha)
- 폴란드어: 키에우바사(kiełbasa)
- 프랑스어: 소시스(saucisse), 소시송(saucisson), 부댕(boudin)
- 핀란드어: 마카라(makkara)
- 한국어: 소시지, 순대
  - 문화어: 고기순대, 양순대, 꼴바싸
- 헝가리어: 콜바스(kolbász)
- 히브리어: 나크니크(נקניק)

## 역사

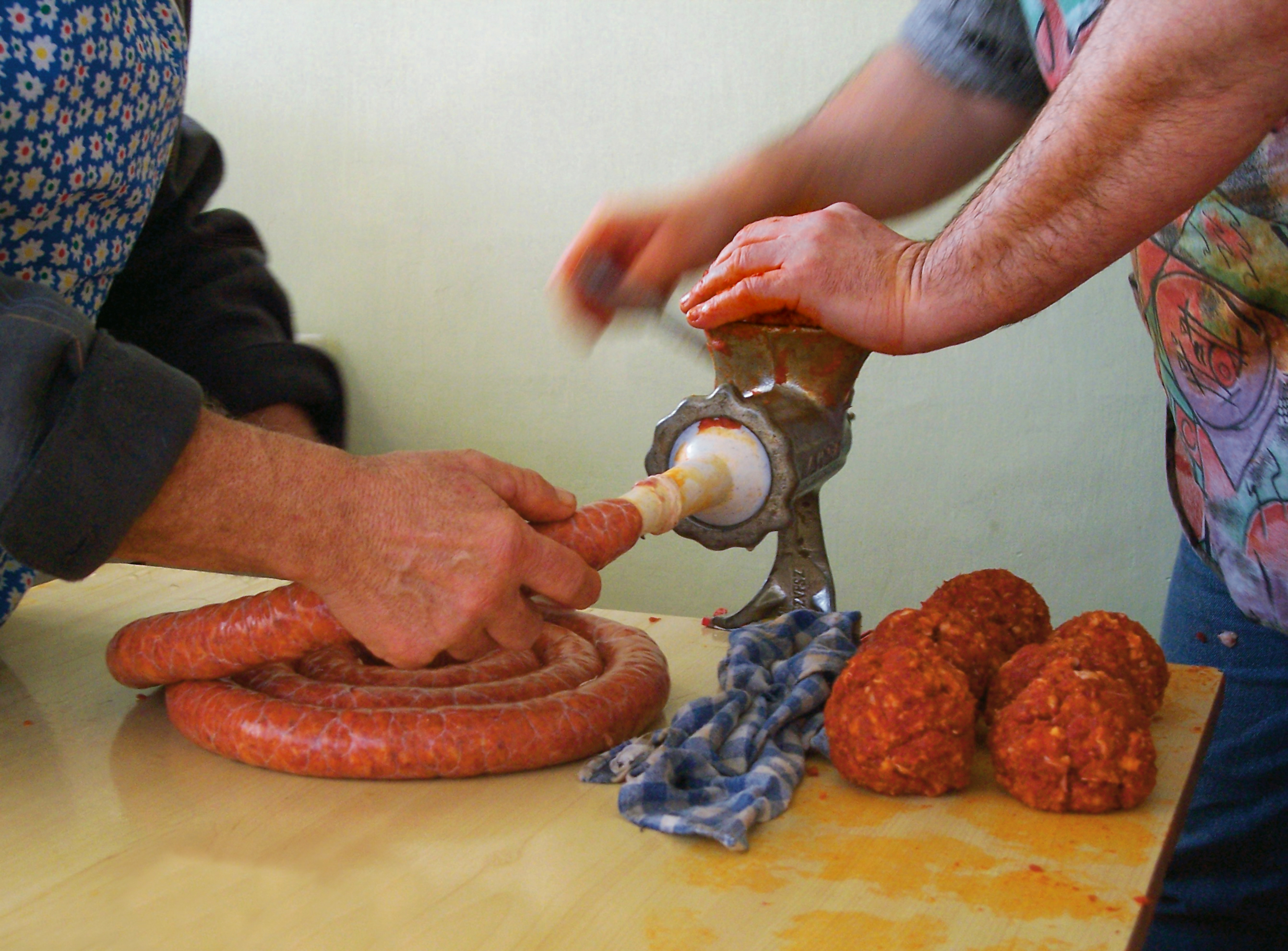
소시지를 만드는 헝가리인들.

소시지의 역사는 매우 오래 되었는데 소시지에 관한 기록 중 가장 오래 된 것으로 기원전 9세기에 썼다고 하는 호메로스의 《오디세이아》에서 병사들이 피와 섞은 고기반죽을 만들어 창자에 채운 것을 큰 불 앞에서 돌리고 먹었다고 하는 기록이 있다. 기원전 5세기에서도 키프로스 섬 내의 도시인 살라미스(Salamis)에서 소시지를 만들었다는 이야기가 있으며, 이탈리아의 건조 소시지인 살라미가 이 도시에서 따온 이름이라는 설이 있다. 이후 그리스·로마 시대를 거치면서 유럽 남부 전역에 고루 퍼지게 되었으며 이 시대의 문학 작품에서도 소시지에 관한 기록이 나온다. 4세기에 콘스탄티누스 대제는 일반 서민이 이렇게 맛있는 것을 먹는다는 것은 사치이므로 소시지를 먹는 것을 금지하는 명령을 내리기도 했다. 한 동안은 유럽 남부에 머물렀으나 유럽 전역으로 퍼지게 된 것은 십자군 전쟁에 참전한 병사들이 보석, 직물과 함께 소시지를 가지고 돌아오면서부터였다. 이후 신항로 개척 시기에 유럽에서 많은 종류의 향신료가 들어오면서 이것이 소시지를 비롯한 육류에 다양하게 활용하면서 소시지 요리의 다양화가 이루어지게 되었다.

## 제조법

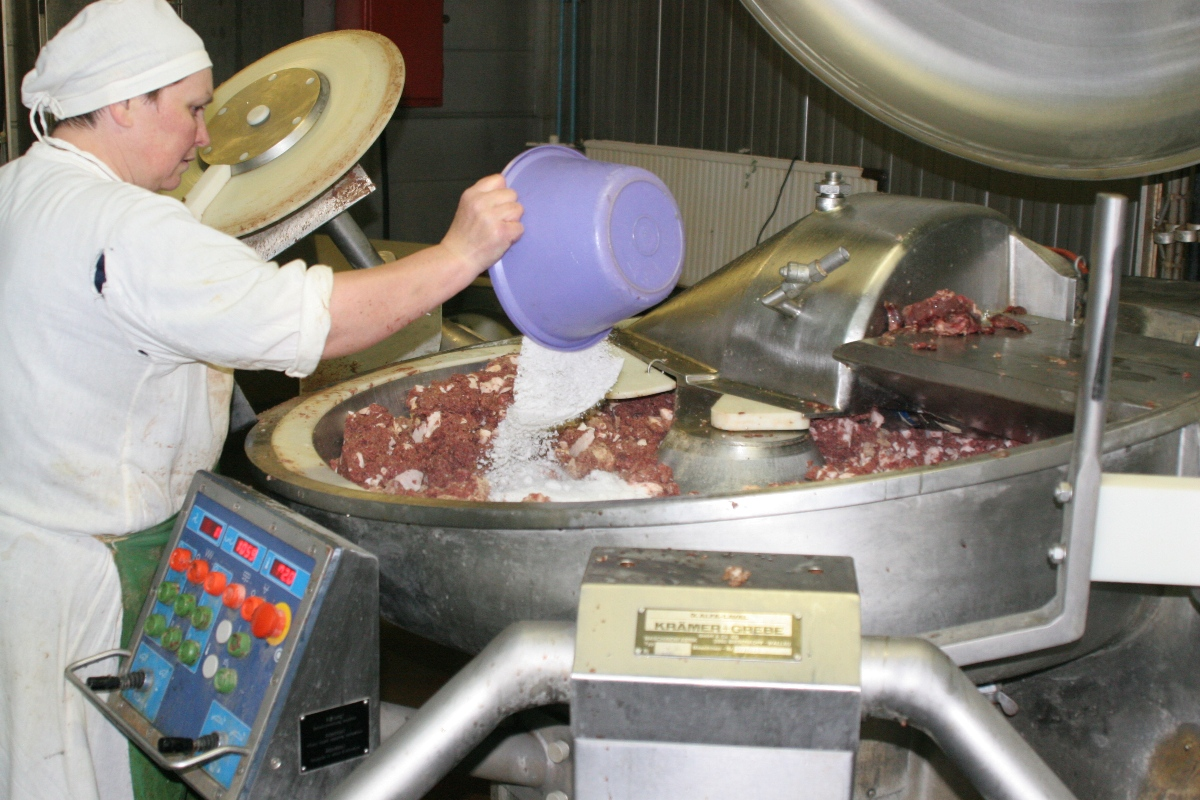
러시아의 한 공장에서 소시지를 만드는 모습

소시지는 종류에 따라 다양한 조리법을 가지고 있으나, 기본적으로 아래의 과정으로 진행된다.
- 고기 준비(Meat Preparation): 소시지 원료의 핵심이 되는 고기를 준비하는 과정이다. 가장 널리 쓰이는 고기로 돼지고기가 있으며, 이 외에 쇠고기, 닭고기 등의 재료가 사용되기도 한다. 블랙 푸딩이나 순대처럼 고기 이외의 다른 재료를 사용하기도 한다.
- 염지(Curing): 고기를 소금에 절이는 과정이다. 소시지에서 발생하기 쉬운 보툴리누스균이 들어오는 것을 방지하고 오래 보존하기 위한 중요한 과정이다. 더불어 고기색이 선명한 선홍빛으로 발색되고, 보존성을 높이고, 풍미를 유지시키는 역할을 한다. 일반적인 소금 외에 아질산염, 인산염 등을 극미량으로 추가해 넣기도 한다. 염지는 고기를 소금에 직접 바르는 건염법과 소금을 포함한 염지제를 녹인 염지액을 만들어 고기를 담그는 습염범 등이 있다. 오늘날에는 고기에 주사기를 통해 염지액을 주사하는 주사법(Brine Injecting Curing)이라는 염지법도 나와있는데, 빠르게 염지를 할 수 있어 대량생산에 유용하게 쓰인다.
- 분쇄, 세절(Grinding, Cutting): 염지를 마친 고기를 향신료와 섞고 케이싱에 넣기 위해 분쇄기(Grinder)에 넣어 분쇄하는 과정이다.
- 향신료 준비(Spice Preparation): 갈아낸 고기를 향신료와 섞는 과정이다. 향신료는 소시지의 종류에 따라 다양한 향신료가 있으며, 추가적으로 장기 보존을 위해 발색제나 염지촉진제, 보존제 등의 첨가물을 극미량으로 넣기도 한다.
- 케이싱 충전(Casing Stuffing): 향신료 첨가까지 마친 고기를 케이싱에 넣는 과정이다. 케이싱은 천연케이싱과 인조케이싱으로 나뉜다. 천연케이싱은 가장 널리 쓰이는 돼지창자가 있고, 양창자를 사용하기도 한다. 인조케이싱은 짐승의 단백질이나 식물의 섬유질을 추출하여 인공적으로 만든 케이싱이다.
- 훈연, 가열(Smoking, Cooking): 케이싱 충전을 마친 소시지를 훈연기(smoking chamber)에 넣고 가열과 훈제 단계를 거치면서 소시지를 완성하는 과정이다. 훈연 과정을 통해 살균효과와 미생물의 침투를 막는 효과를 얻게 되며, 훈연시 나오는 연기의 페놀 등 성분이 소시지 특유의 향미를 생성시킨다. 일부 소시지는 훈연 과정 대신 물에 삶아내는 과정을 사용하기도 하거나, 건조를 시키는 과정을 사용하기도 한다.

## 분류

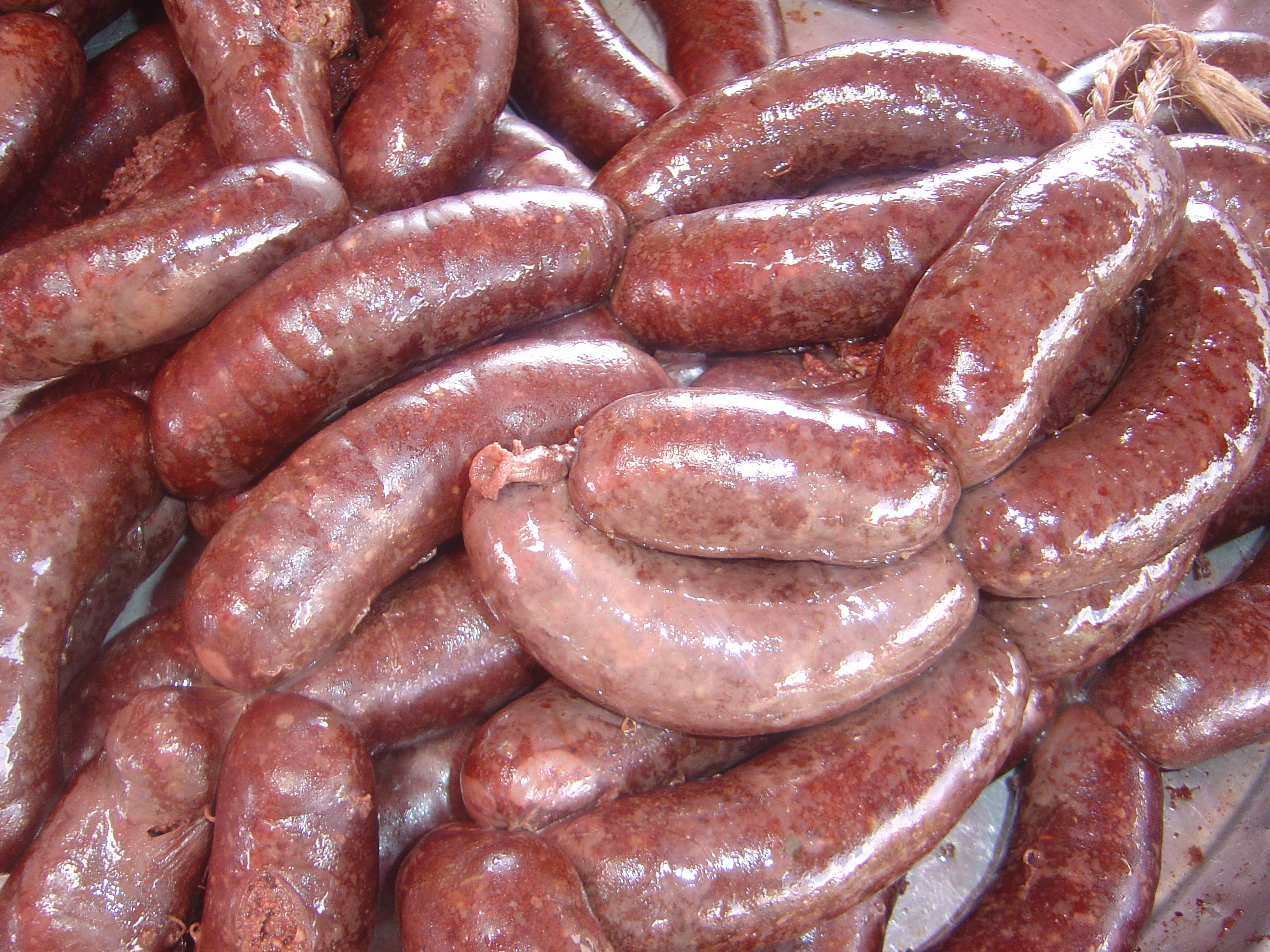
레위니옹 소시지

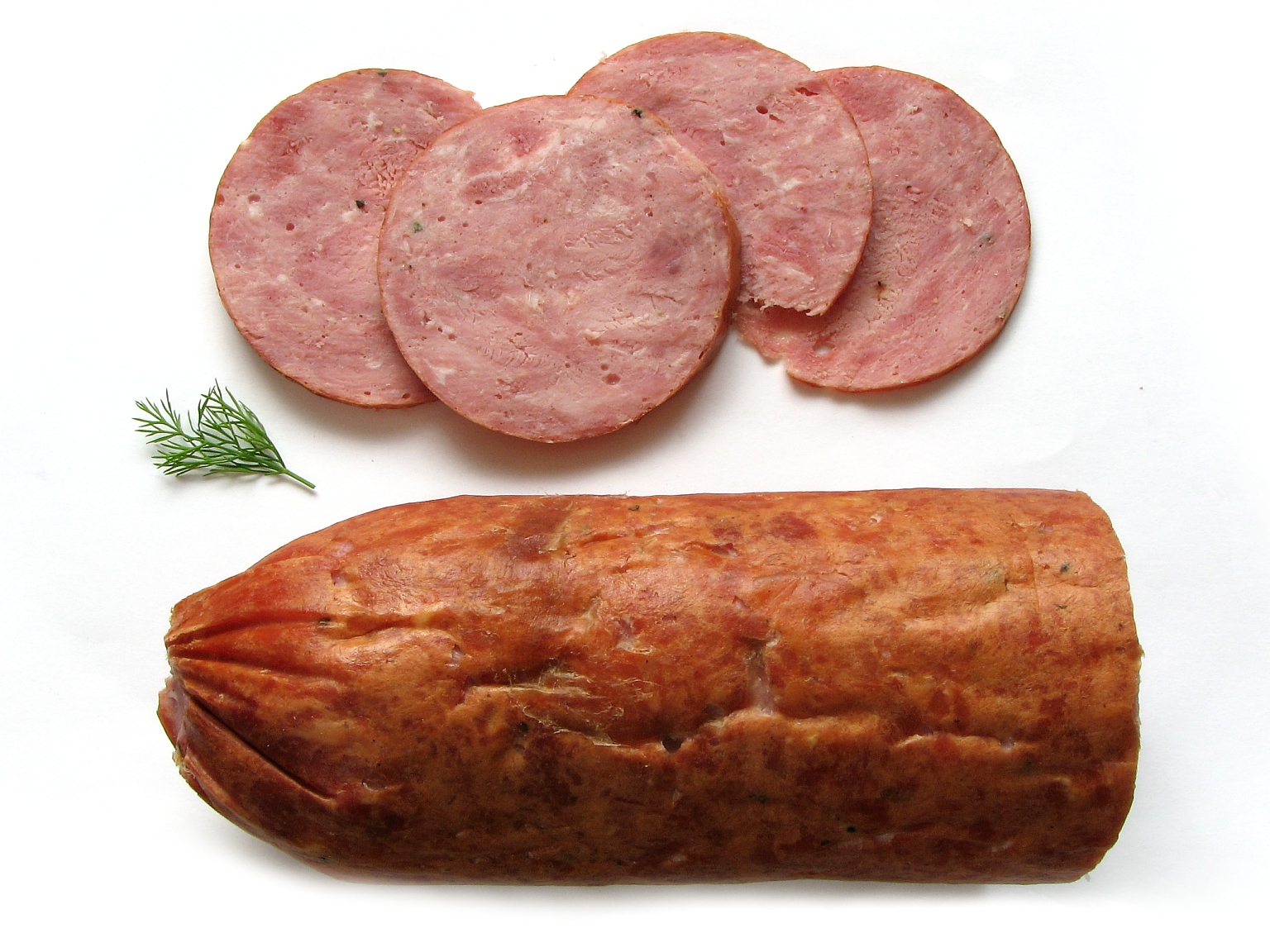
Szynkowa(폴란드)

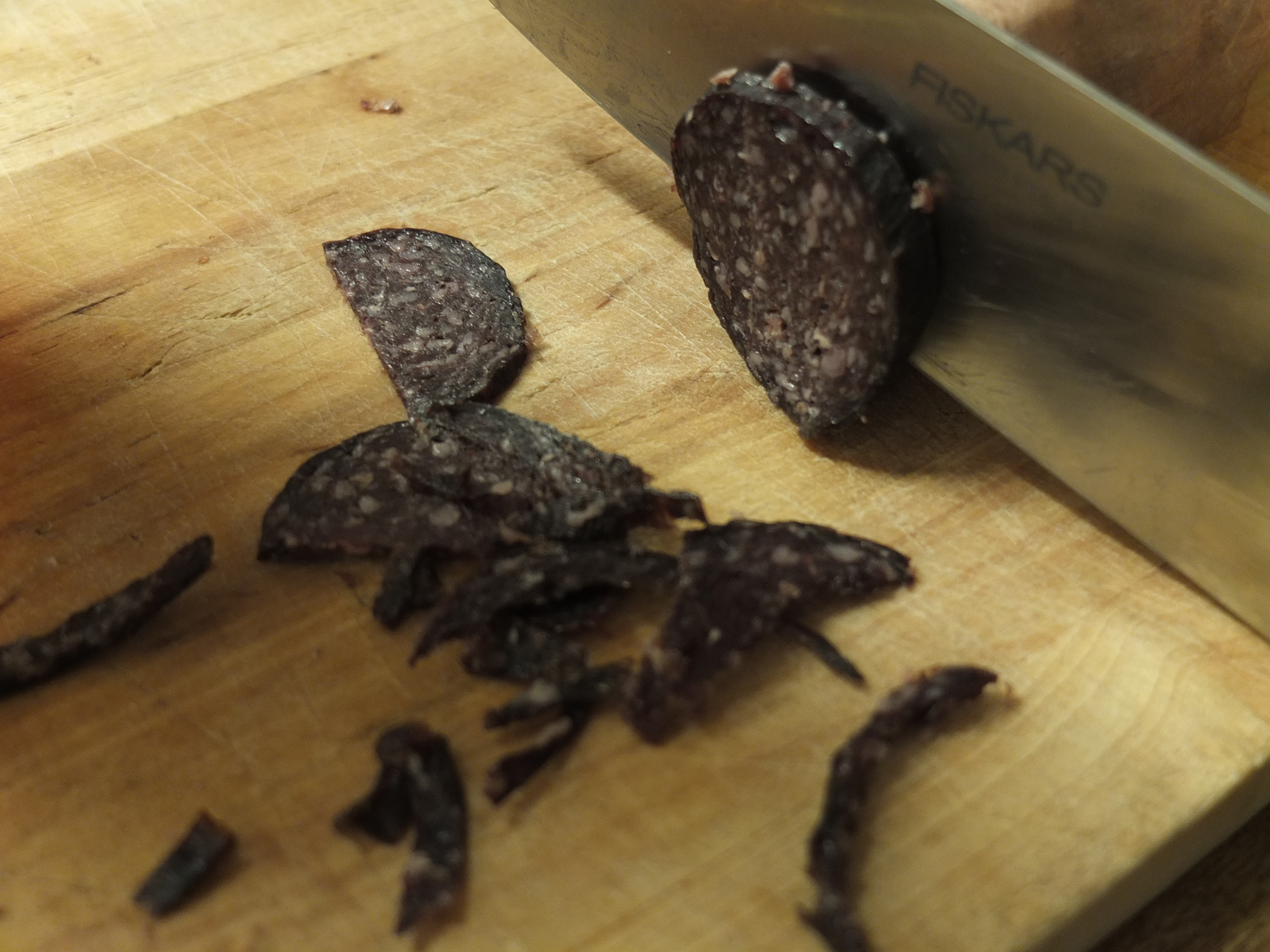
순록 소시지

소시지는 지역별로 원료육의 배합비율, 크기, 향신료의 배합, 케이싱의 종류, 형태에 따라 수 천가지 종류의 소시지가 있다. 영어권에서의 분류에서는 제법에 따라 아래와 같이 나뉜다.
- Cooked sausages: 생고기로 만든 후 완전히 조리한 소시지이다. 바로 먹을 수 있으며 냉장 보관해야한다.
- Cooked smoked sausages: 완전히 조리한 후 훈연한 소시지이다. 사실상 마찬가지로 바로 먹을 수 있으며 냉장 보관해야한다.
- Fresh sausages: 조리되지 않은 소시지로 냉장 보관해야 하며, 조리를 한 후 섭취하여야 한다.
- Fresh smoked sausages: 훈연처리만을 거친 소시지이다. 냉장보관이 필요없으며 먹기 전에 조리할 필요도 없다.
- Dry sausages: 소시지를 건조 처리한 것이다. 공정 과정에서 훈연되기도 한다. 오랫동안 보관할 수 있다.
- Bulk sausages: 원료육을 케이싱 없이 만든 것이다.
- Vegetarian sausages: 고기 없이 콩 단백질 등을 통해 만든 채식 소시지이다. 일부 계란 등의 성분을 포함하기도 한다.

독일에서는 1200개 이상의 종류를 생산하며 크게 3가지로 구분 된다.
- Rohwurst: 조리 과정을 거치지 않은 소시지이다. 건조하거나 훈연하기도 한다.
- Brühwurst: 조리 과정을 거친 소시지로 오래 보관되지 않는다.
- Kochwurst: 조리 후 오래 보관하기 위해 만들어진 소시지이다.

이탈리아에서는 아래와 같이 나뉜다.
- salciccia: 조리 과정을 거치지 않은 소시지이다.
- salsiccia stagionata, salsiccia secca: 오래 보관하기 위한 소시지이다.
- wuerstel: 조리 과정을 거친 소시지이다.
- sanguinaccio, boudin: 피가 들어간 소시지이다.
- salsiccia di fegato: 간이 들어간 소시지이다.
- Salami: 살라미. 공기 중에 건조시킨 소시지이다.

## 나라별 소시지

### 아프리카

#### 북아프리카
모로코, 알제리, 튀니지, 리비아 등 북아프리카에서는 en:Merguez라 부르는 붉은 색의 매운맛 소시지를 먹는다. 이 Merguez는 양고기 및 쇠고기, 또는 이 두 고기를 섞은 형태로 되어 있다. 파프리카, 고추 등의 향신료를 사용하여 붉고 매운 맛이 난다. 케이싱은 양 내장보다 돼지 내장을 사용하는 경우가 많다.

#### 남아프리카
남아프리카 지역에서는 en:Boerewors라는 소시지를 먹으며, 일반적으로 쇠고기가 쓰이나, 돼지고기, 양고기를 섞기도 한다. 추가 조미료로 고수 잎이나 식초 등이 있다.
Boerewors와 유사한 소시지로 건조 경화 과정을 거쳐 만든 en:Droë wors가 있다.

### 아시아

#### 중국

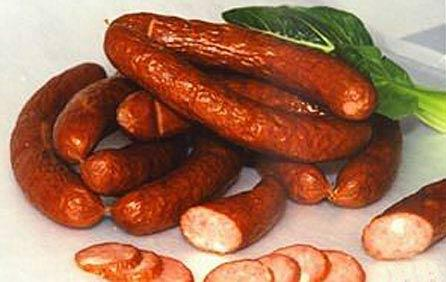
하얼빈 훈제 소시지

중국의 하얼빈 일대에서는 홍장(红肠)이라 부르는 중국식으로 변형된 소시지가 생산되고 있다. 1909년 하얼빈 일대에 러시아 소시지 공장이 세워진 후, 하얼빈 식의 입맛에 맞게 변형되고 이후 중국 북부 지역에서 인기를 끌고 있다.
이 외에 중국 남부에서는 라창이라는 전통적인 소시지가 있으며 광둥어로 랍청이라 부른다. 건조 과정을 거쳐 만들며 페퍼로니와 유사한 생김새를 가지나 패퍼로니에 비해 짠맛을 가지고 있다.

#### 일본
일본에서는 전통적인 소시지 종류가 알려져 있지 않으며, 대신 소시지와 유사한 요리로 생선을 이용한 어묵이 있다. 이후 서구화와 함께 다양한 종류의 소시지들이 나오기 시작하였는데, 이 과정에서 제2차 세계대전 패전 후 식량이 부족해지자 생선을 이용한 어육소시지(魚肉ソーセージ)가 등장하기도 하였다. 현재 일본에서 소시지는 각종 샐러드나 도시락 등으로 사용되는 등 인기가 높다.

#### 한국
한국에서는 소시지와 유사한 식품인 순대가 있다. 돼지 창자에 내용물을 담는다는 점이 소시지와 유사한 점이 많다. 특히 피가 들어간 소시지인 블랙 푸딩과 많은 공통점을 가지고 있다.
이와는 별도로 서구식 소시지가 알려지기도 하였는데, 경제가 좋지 못하였던 시절에는 일본에서 건너온 어육소시지에서 밀가루를 중심으로 각종 육류 및 어육과 첨가물을 혼합한 저급 소시지인 혼합소시지가 한국 내 소시지의 주류를 이끌었다. 가격이 저렴한 이점도 있어서 80년대까지 학생 도시락의 인기 메뉴로 자리잡았다. 오늘날에도 소시지하면 이 혼합소시지를 떠올리는 경우가 많다.
이후 돼지고기 함량을 80% 이상으로 높인 소시지들이 등장하기 시작하였고, 직접 케이싱에 고기를 주입한 전통방식의 수제 소지지들도 대형 마트 등에서 유통되고 있다. 이런 정통 소시지들은 DLG(독일농업협회)품평회에서도 수상을 받을 만큼 품질이 좋다.
한국에서 알려진 수제 소지지로 경상북도 칠곡군 왜관읍의 성 베네딕토회 왜관 수도원에서 생산되는 독일식 수제 소시지가 있다. 이 소시지는 독일 베네딕토회에서 파견 나온 수사들이 한국 내 현지에서 소시지를 만들어 먹는 것으로 시작하였다. 이것을 인근 주민들에게 나누어 주면서 인기를 얻게 되자 작은 공장으로 확대된 것이 현재에 이르고 있다. 베네딕토를 음차하여 '분도소시지'라고도 부른다.

#### 필리핀
필리핀에는 롱가인자라고 부르며, 스페인에서 생산된 소시지가 많이 수입하고 있고, 롱가인자를 전세계로 수출하고 있다.

### 유럽

#### 영국, 아일랜드

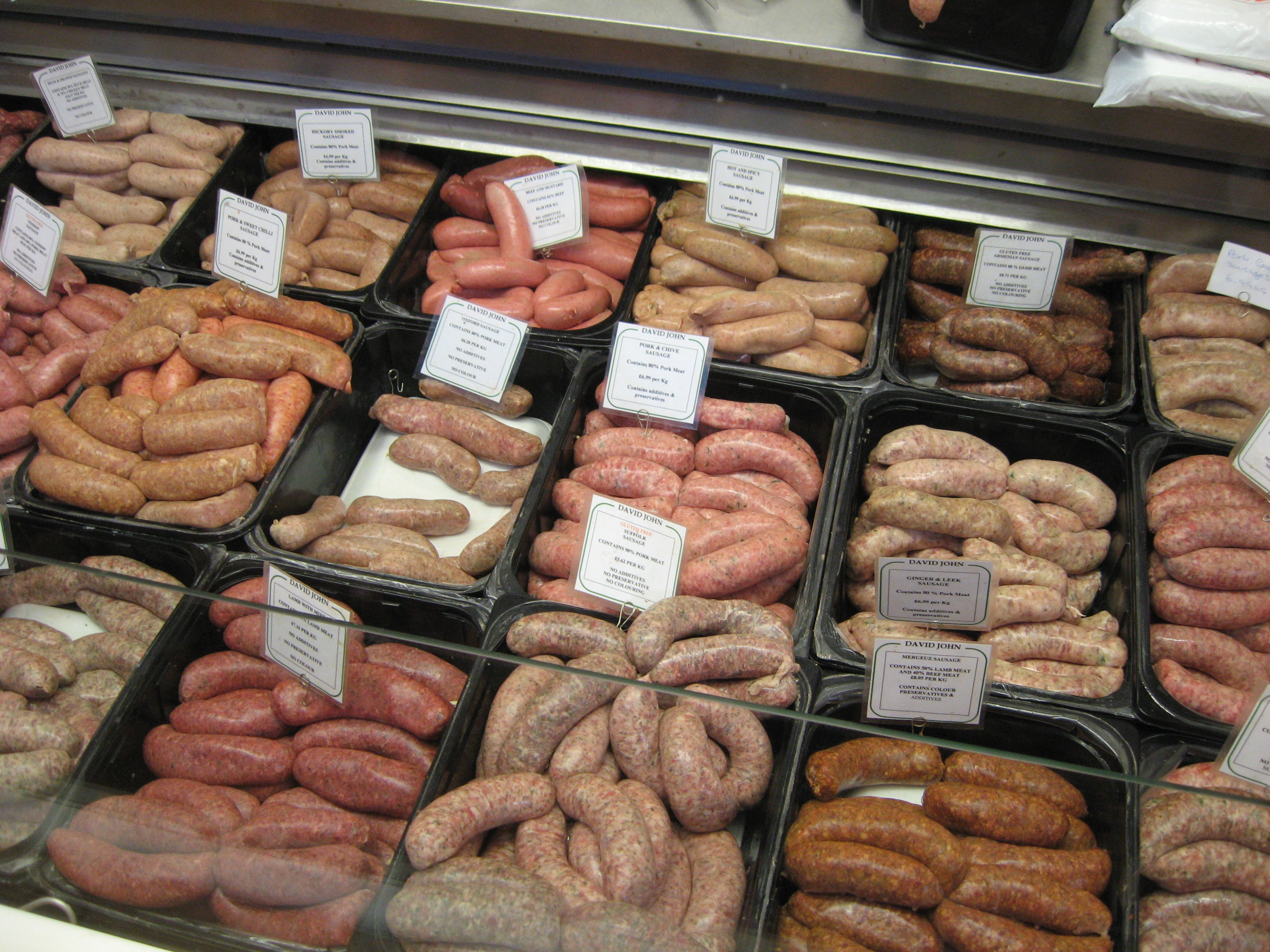
영국 옥스퍼드 Covered Market에 진열된 소시지들

영국에서 소시지는 뱅어스(Bangers)라는 명칭도 붙여져 있다. 이 명칭의 유래는 다음과 같다. 영국이 세계 대전을 거치면서 전비를 많이 소비하여 경제가 좋지 않게 되었는데 점차 소시지에서도 고기 보다 수분 함량이 많아지게 되었다. 이런 소시지를 기름에 구울 때 자칫하여 터져버리는 경우가 빈번하였는데 터진다는 의태어인 뱅(Bang)에 er가 더해져 뱅어스(Banger)란 의미가 부여되었다.
이런 수분 함량이 많은 소시지외의 다른 영국 소시지들도 다른 소시지에 비해 쉽게 터지는 경우가 많은데 이것은 영국의 소시지가 생고기를 바로 갈아 향신료와 섞어 케이싱에 집어넣는 것으로 끝내며, 쪄내거나 훈제하지 않기 때문이다. 그러므로 영국의 소시지를 조리할 때는 반드시 구워내는 것이 좋으며, 잘 굴려가면서 균일하게 구워야 터지지 않는다.
이 뱅어스를 응용한 요리로 스코티시 에그가 있다. 뱅어스의 케이싱을 벗긴 후 남은 속살에 계란을 입혀 익혀낸 요리이다.
이 외에 컴버랜드 소시지(Cumberland Sausage)라 불리는 가늘고 매우 긴 형태의 소시지가 있으며 한국에서도 롤 소시지(Roll Sausage)란 이름으로 소개되고 있다.
스코틀랜드에서는 해기스라 불리는 순대와 유사한 요리가 있는데 양과 송아지의 내장과 오트밀, 향신료를 섞어 양과 송아지 위장에 채워넣어 삶아 만든다.

#### 불가리아
불가리아에서는 Lukanka (Луканка)라는 불가리식 살라미 소시지가 있다. 수죽(sujuk)과 유사하나, 맵고 자극적인 맛이 강하다.

#### 러시아
러시아식 소시지인 킬바사(колбаса)는 매운 향신료를 추가하여 반건조 상태로 만든 소시지이다.

#### 프랑스, 벨기에
프랑스식 소시지인 앙두이(Andouille)는 고추, 후추, 마늘, 양파 등의 향신료를 넣어 매콤한 맛을 낸다. 이 앙두이는 프랑스 이민자를 통해 미국의 루이지애나에 전해지고, 이후 케이준 요리에 사용되고 있다. 대표적인 것으로 루이지애나의 볶음밥 요리인 잠발라야에 이 앙두이를 사용한다.

#### 독일, 오스트리아

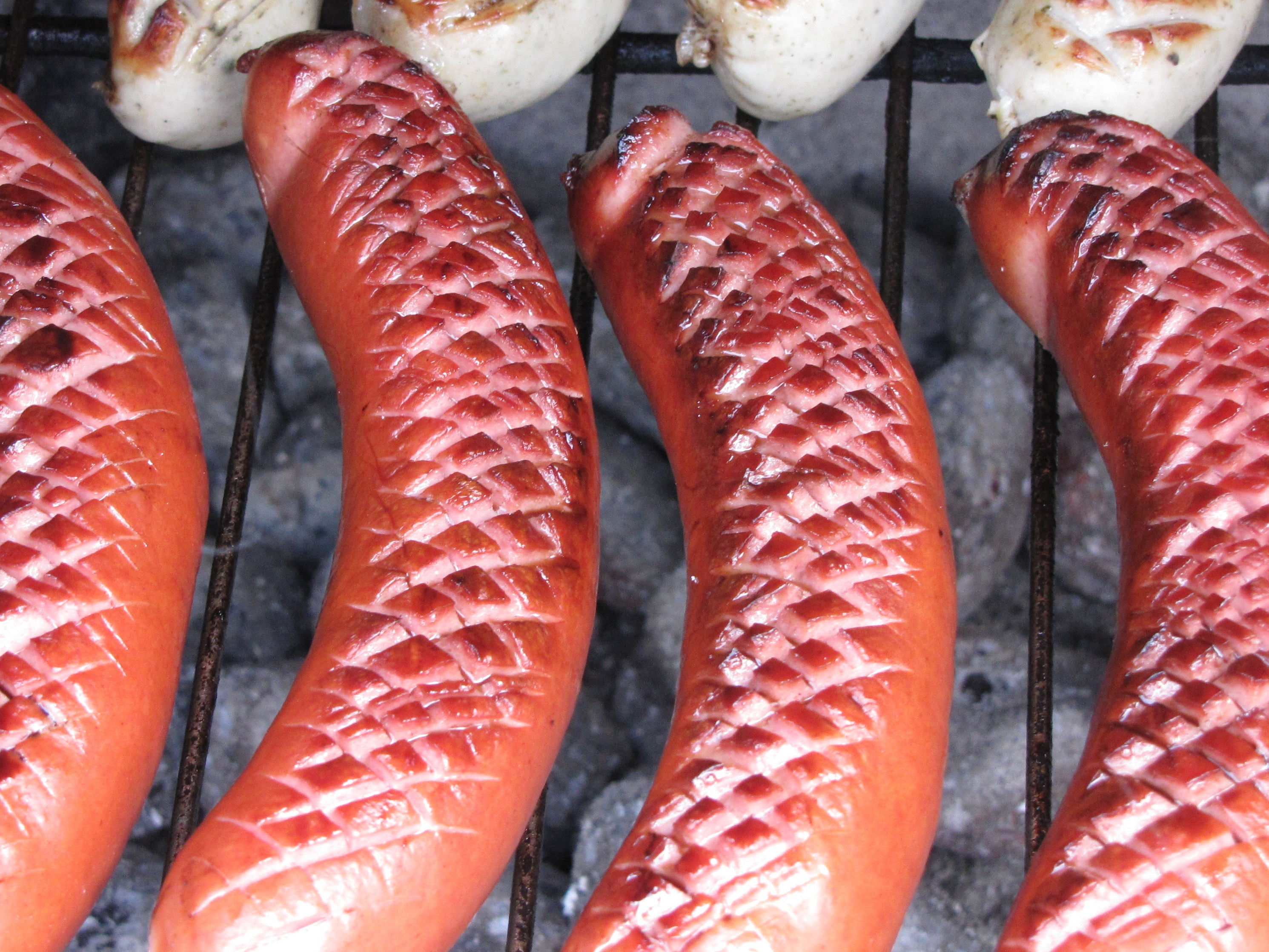
불에 구워진 프랑크푸르터

독일에서는 전 세계적으로도 매우 다양한 부어스트(Wurst)를 가지고 있다. 거의 대부분 독일인들은 소시지와 맥주를 곁들이는 것을 선호한다. 소시지 특유의 기름진 맛을 알코올 함량 4% 정도의 맥주의 탄산에서 나오는 청량감과 홉에서 나오는 쌉쌀한 맛으로 중화시켜주기 때문이다. 독일에서는 소시지와 함께 매시드 포테이토와 자우어크라우트를 곁들여 먹는다. 한국에서도 알려진 비엔나 소시지는 명칭 자체는 오스트리아의 수도 빈에서 유래되었지만, 실제 빈의 특산 소시지는 엄지손가락 만한 굵기에 15~20cm의 매우 긴 형태의 소시지다. 이런 형태를 띈 계기는(한국에서 프랑크 소시지로 알려진) 프랑크푸르터의 영향이 컸다. 이 외에 스프레드처럼 발라먹는 소시지로 Braunschweiger라는 돼지 간으로 만든 소시지가 있다.

#### 헝가리
헝가리 전통 소시지인 콜바스(hu:Kolbász)가 있으며, 헝가리 답게 파프리카도 중요한 원료로 들어간다. 소금에 절인 뒤 찬바람에 말려 훈연처리를 한다. 그 외에 후르커(hu:Hurka)라는 블랙 소시지도 있는데, 한국식 피순대와 흡사하고 선지가 많이 함유되어 있어 맛은 더 부드럽다.

#### 이탈리아
이탈리아의 소시지로 대표적인 것은 살라미, 페퍼로니, 볼로냐 등이 있다.
살라미(Salami)는 반건조 소시지의 일종으로, 마늘이 첨가되어 있다. 보통 얇게 썰어 샌드위치나 피자 등에 올려 먹는다.
페퍼로니(Pepperoni)도 반건조 소시지의 일종으로, 고추가 첨가되어 매운맛을 지니고 있다. 피자 토핑에 보편적으로 사용한다.
볼로냐(Bologna)는 매우 굵게 만들어 훈제한 소시지로, 이것을 얇게 저민 것을 끼워넣는 볼로냐 샌드위치는 가장 널리 알려진 이탈리아식 샌드위치로 꼽고 있다.

#### 폴란드
폴란드에서는 폴란드식 소시지인 키에우바사가 있으며 돼지 고기 함량이 높은 것이 특징이다.

#### 포르투갈, 브라질
Embutidos(또는 enchidos)와 linguiça는 일반적으로 고기와 함께 아로마 허브와 향신료(고추, 붉은 고추, 파프리카, 마늘, 로즈마리, 백리향, 정향, 생강, 육두구 등)이 포함되어 있다.

#### 스페인
스페인식 소시지인 초리소(Chorizo)는 파프리카, 후추, 마늘을 많이 넣어 매콤한 맛을 가지고 있다.

#### 스위스

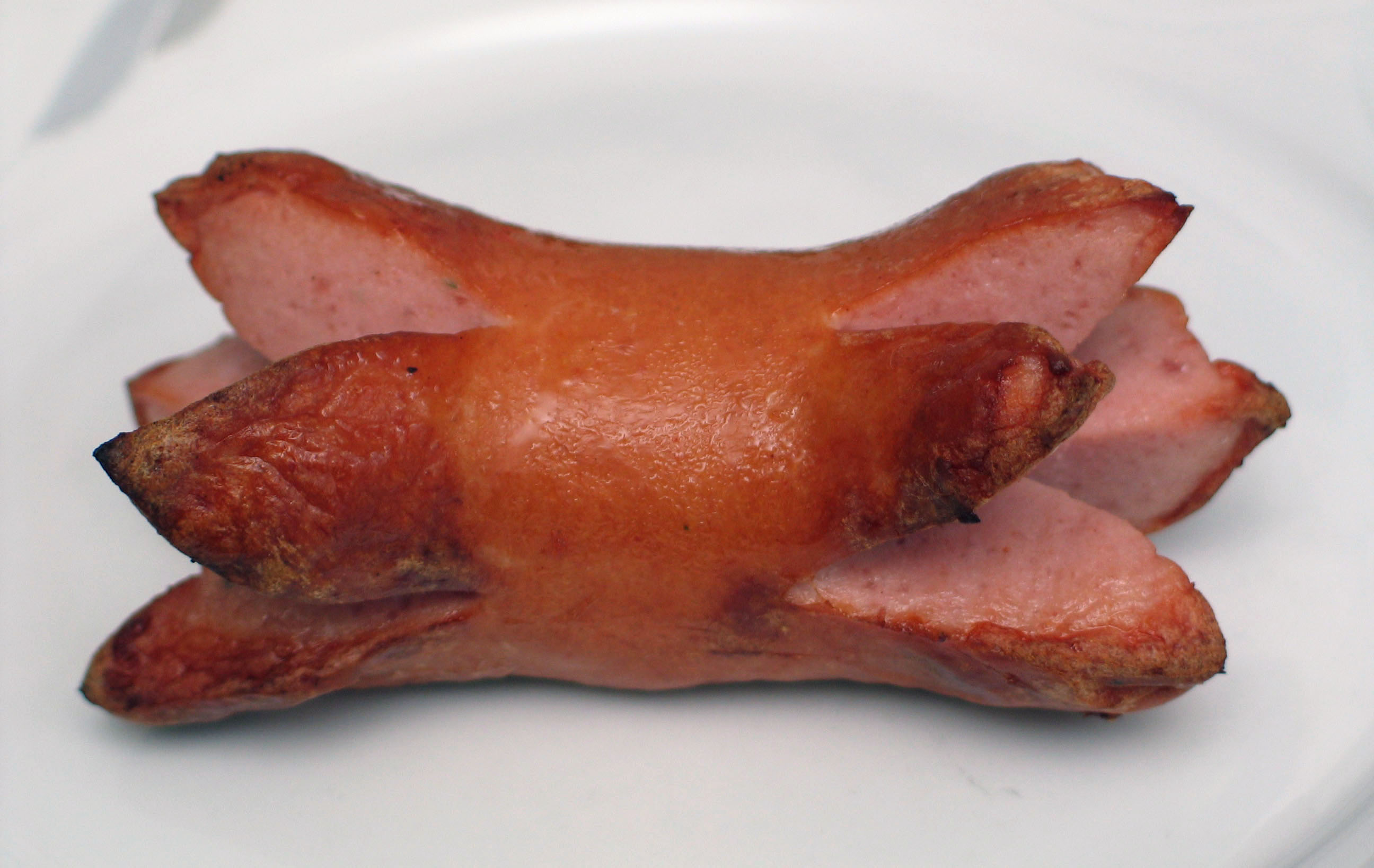
Cervelat

스위스 전역으로 널리 이용되는 소시지로 en:cervelat가 있으며, 지역별로 다양한 종류의 소시지를 사용하기도 한다.

### 북아메리카
미국에서는 길쭉한 형태의 소시지를 ‘위너(Wiener)’라고 부른다. 이것은 독일어 빈의 사람을 뜻하는 ‘비너(Wiener)’를 영어식으로 읽은 것이다.
미국에서는 소시지를 다진 고기를 눌러 패티 형태로 만든 것을 가리키며, 이것의 원래 이름은 컨트리 소시지(Counrty Sausage)이다. 이 컨트리 소시지는 미국식 피자의 토핑에서 사용되기도 한다.

### 뉴질랜드
뉴질랜드에서는 Saveloys와 현지화된 Cadanossi를 이용한 소시지 롤이 간식이나 파티로서 인기가 높다. 영국식 소시지인 뱅어스(Bangers)는 약간의 쇠고기와 양고기를 첨가하기도 한다.

## 채식주의자용 소시지
채식주의자를 위한 소시지도 있다. 고기 대신 두부, 밀고기, 견과류, 콩, 채소를 조합하여 만들며, 고기의 색과 질감, 맛을 흡사하게 구현해 놓았다. 이와 별도로 콩을 이용한 소시지가 독일에서 1916년에 발명된 적이 있다. 이것이 독일의 총리 콘라트 아데나워에 의해 쾰른 소시지(쾰르너 부어스트, Kölner Wurst)로 알려지기도 하였다.

## 사진

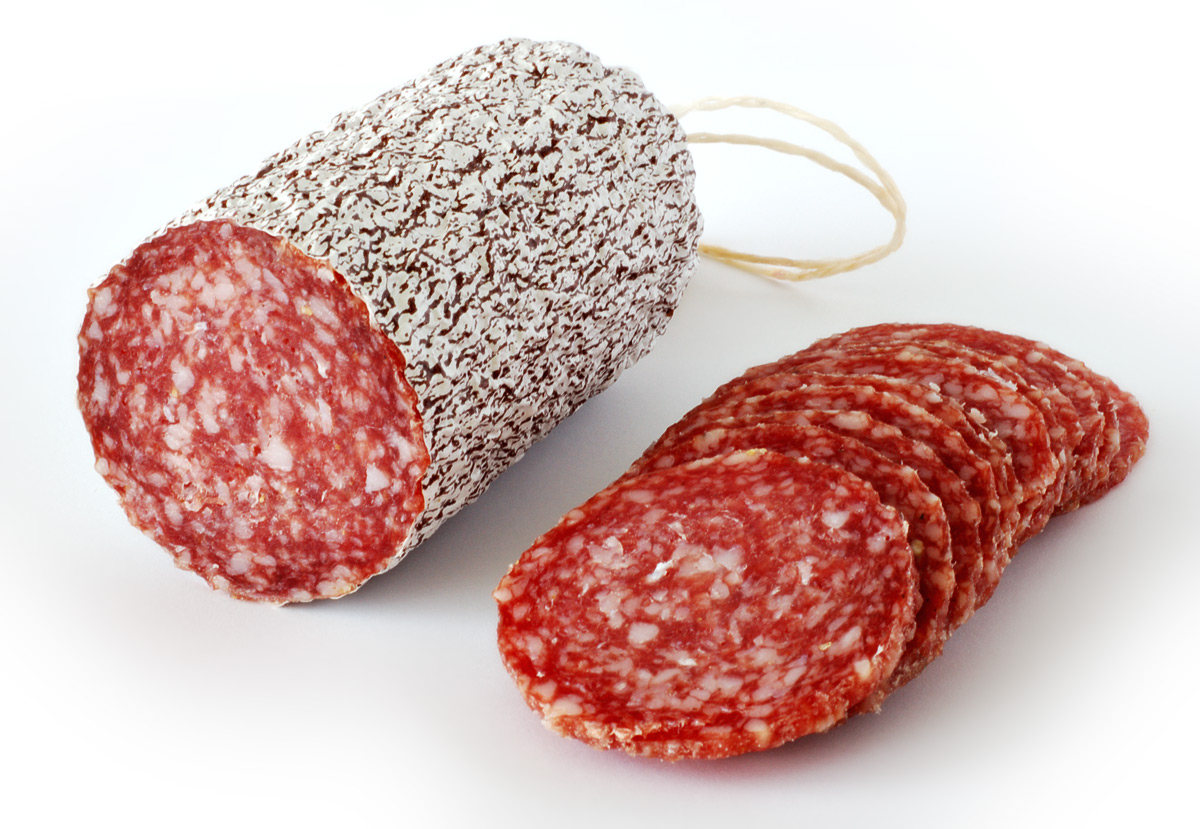
살라미
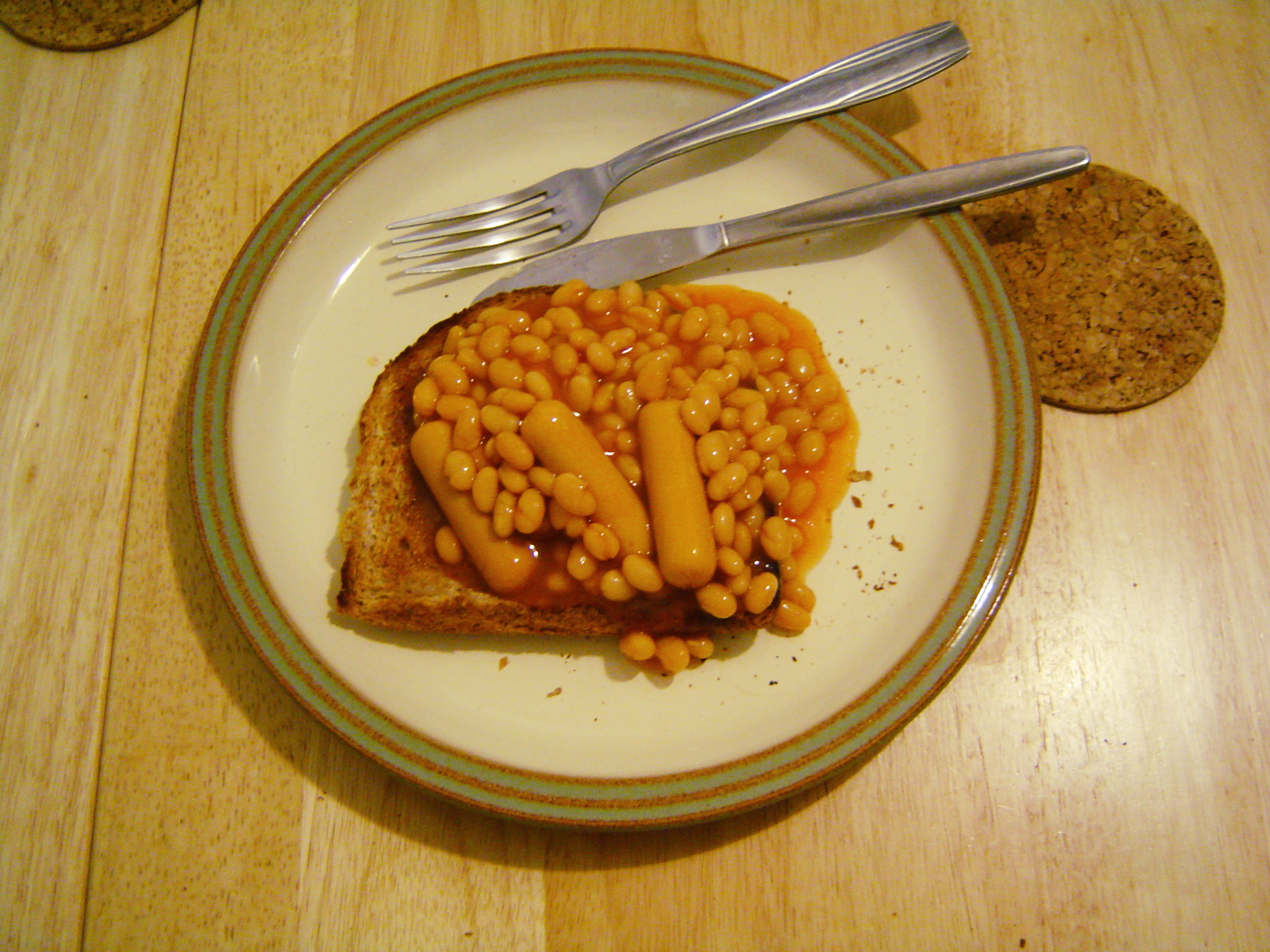
토스트 위의 채식 소시지와 구운 콩
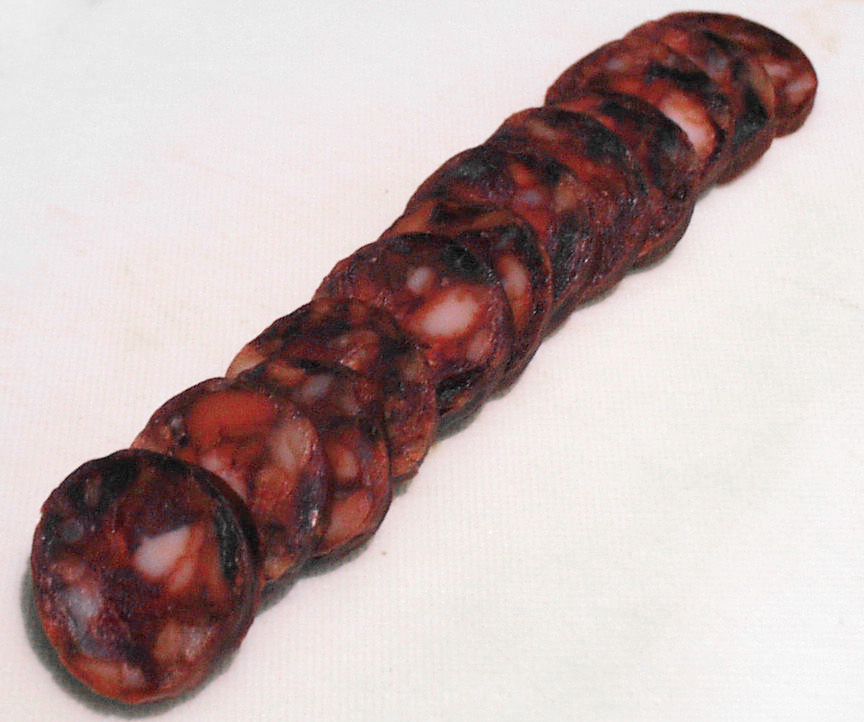
얇게 자른 초리소
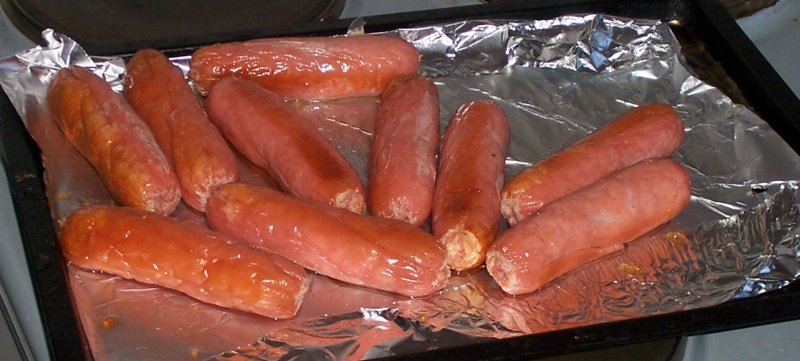
구워낸 소시지
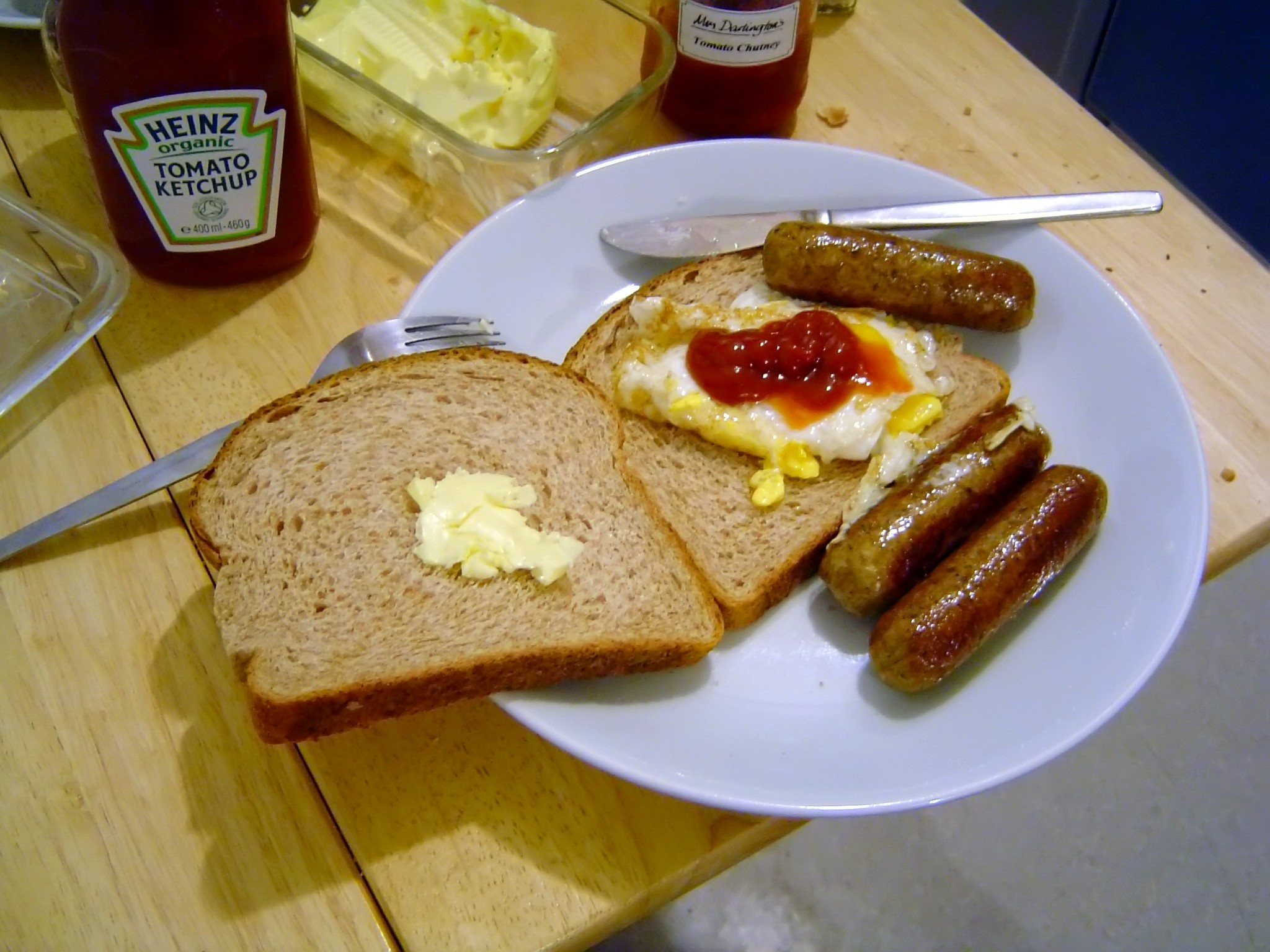
소시지 샌드위치와 달걀 프라이, 케첩
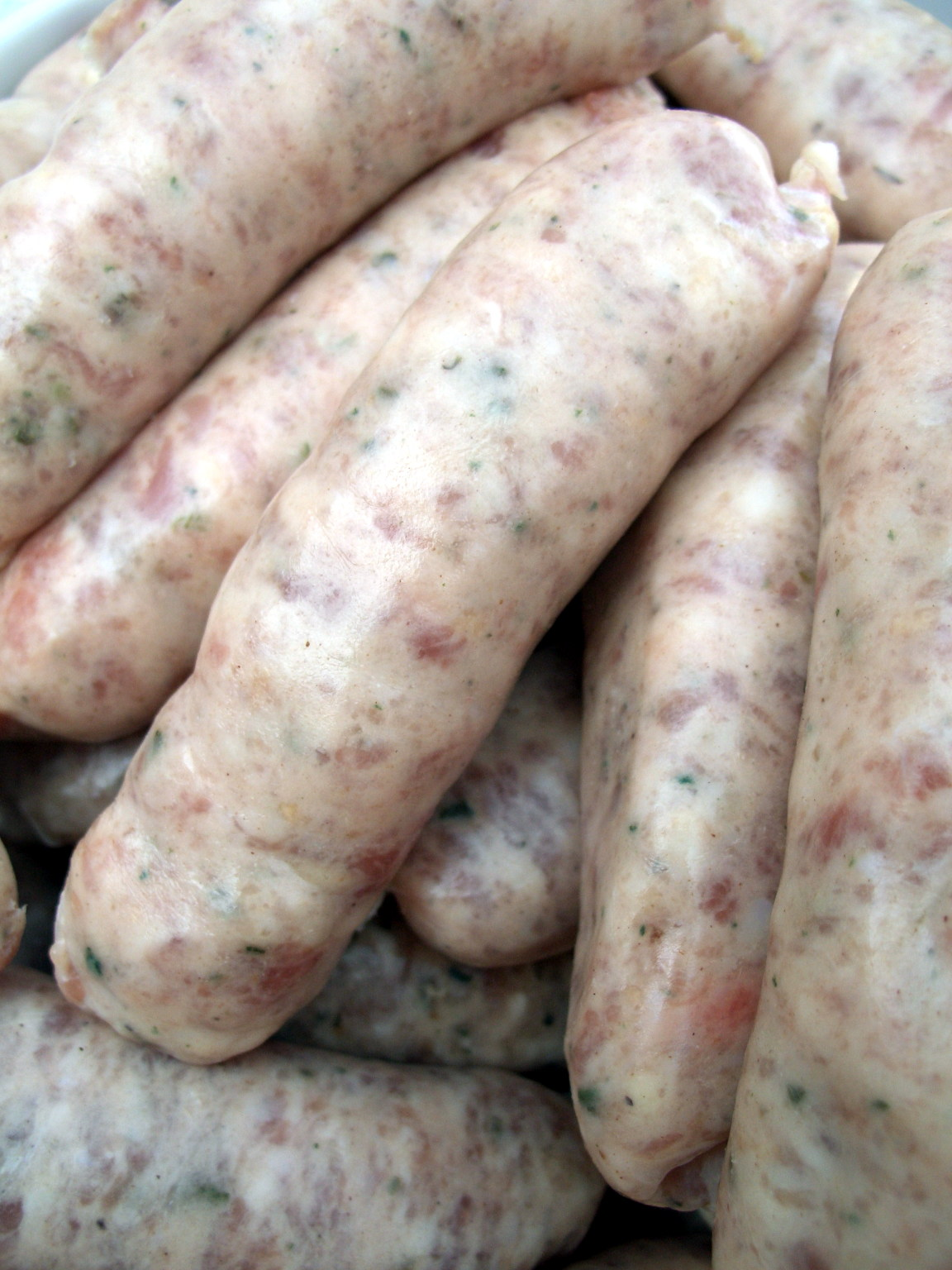
생 소시지
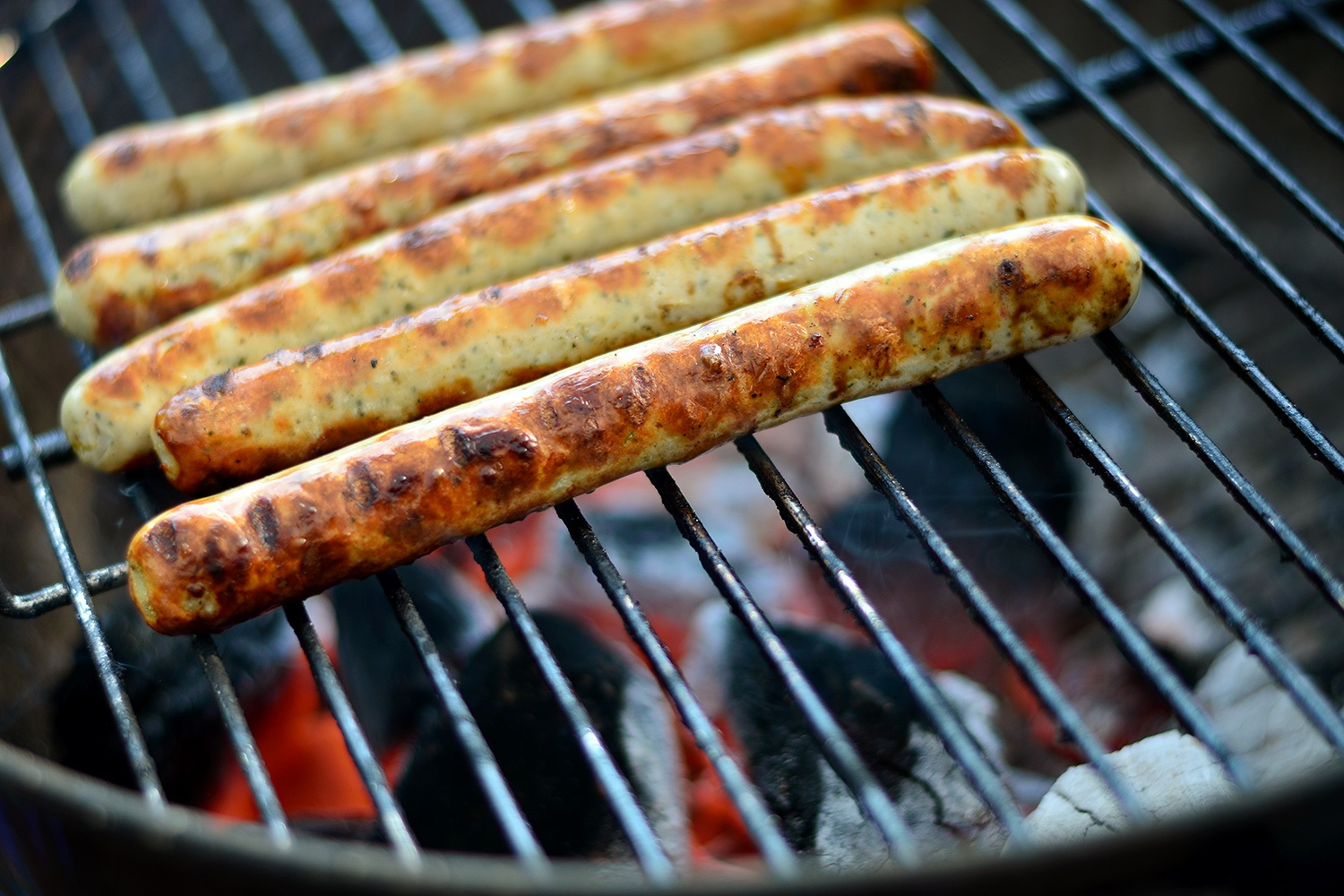
소시지를 굽는 모습
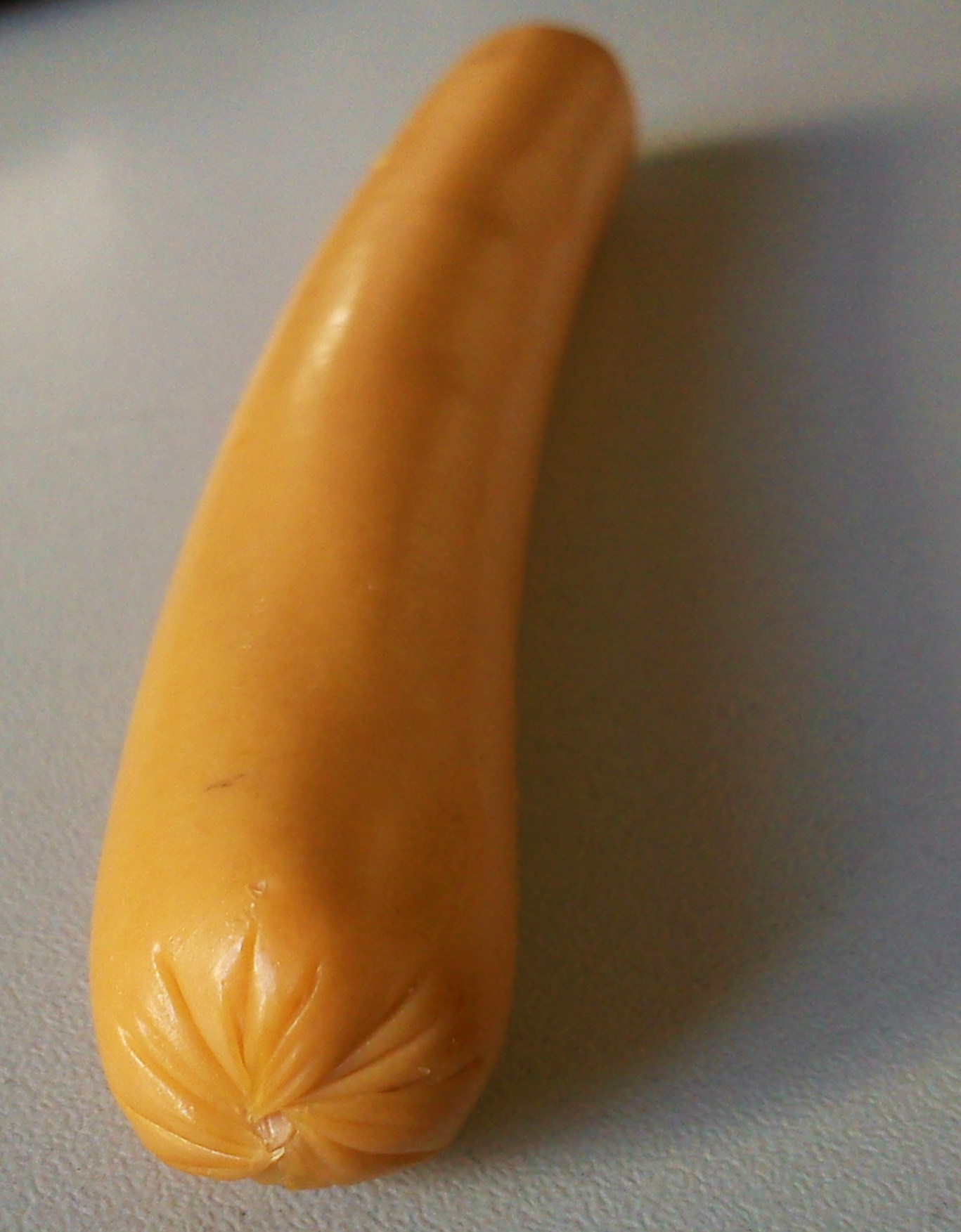
연어 소시지

## 같이 보기
- 어육 소시지
- 살라미
- 어묵
- 햄
- 소를 넣은 음식 목록
- 뷔어스털